# تروا، نروژ
تروا، نروژ (به لاتین: Trøa) یک سکونتگاه مسکونی در نروژ است که در Selbu واقع شده‌است.

## خصوصیات
تروا ۰٫۲۷ کیلومترمربع مساحت و ۲۰۵ نفر جمعیت دارد و ۱۵۷ متر بالاتر از سطح دریا واقع شده‌است.